# 拉塞尔 (阿列日省)
拉塞尔（法語：Lasserre，法語發音：[lasɛʁ]）是法国阿列日省的一个市镇，属于聖日龍區。该市镇2009年时的人口为247人。

## 人口
拉塞尔人口变化图示
| 数据来源：INSEE |